# Epsilon Hydrae
Pour les articles homonymes, voir Epsilon (homonymie).
Désignations
Epsilon Hydrae (ε Hya / ε Hydrae) est une étoile multiple de 3e magnitude de la constellation de l'Hydre. Le nom sanskrit आश्लेषा Ashlesha (Azleṣa), signifiant « Celle qui embrasse », lui a été retenu par l'Union astronomique internationale en 2018.
Epsilon Hydrae est un système quintuple d'étoiles formé de deux paires d'étoiles de magnitudes 3,3 et 6,8 et séparées de 2,7 secondes d'arc, ainsi que d'une dernière étoile de treizième magnitude localisée à 19,2 secondes d'arc des autres composantes. Ce système est situé à environ 129 années-lumière de la Terre. Sa composante primaire, l'étoile de magnitude 3,3, est une géante jaune de type spectral G7III.